# Fluorure de titane(III)
Le fluorure de titane(III), ou trifluorure de titane, est un composé chimique de formule TiF3. Il s'agit d'un solide brun-rouge pâle qui réagit violemment au contact de l'eau et s'hydrolyse en libérant de l'acide fluorhydrique HF. Il tend à se dismuter en titane et tétrafluorure de titane TiF4 au-delà de 950 °C. Il cristallise dans le système trigonal selon le groupe d'espace R3c (no 167) avec les paramètres a = 543 pm et c = 1 364 pm.